# Tupirinna
Tupirinna es un género de arañas araneomorfas de la familia Corinnidae. Se encuentra en América.

## Lista de especies
Según The World Spider Catalog 12.0:
- Tupirinna albofasciata (Mello-Leitão, 1943)
- Tupirinna rosae Bonaldo, 2000
- Tupirinna trilineata (Chickering, 1937)